# ペンサコーラ占領 (1719年)
ペンサコーラ占領（ペンサコーラせんりょう、英語: Capture of Pensacola）は四国同盟戦争中の1719年5月、ジャン＝バティスト・ル・モワン・ド・ビアンヴィル率いるフランス軍がスペイン領フロリダの集落ペンサコーラを占領した戦闘。同年8月、スペインの大部隊が救援に来たためフランスの小規模な駐留部隊は降伏した。しかし、9月1日に今度はフランス艦隊がきて、ペンサコーラを再び占領した。
戦争自体は戦争前の原状回復に終わり、ペンサコーラはスペインに返還されたが、フランスの駐留軍は1726年まで撤退しなかった。